# 3602 Lazzaro
3602 Lazzaro este un asteroid din centura principală, descoperit pe 28 februarie 1981 de Schelte Bus.